# Dicranolasma scabrum
Espèce
Synonymes
- Opilio scaber Herbst, 1799
- Dicranolasma schmidti Hadži, 1928

Dicranolasma scabrum est une espèce d'opilions dyspnois de la famille des Dicranolasmatidae.

## Distribution
Cette espèce se rencontre en Roumanie, en Hongrie, en Slovaquie, en Italie, en Slovénie, en Croatie, en Serbie, en Bulgarie, en Grèce, en Turquie, en Azerbaïdjan et en Tunisie.

## Description
Les mâles mesurent de 4,6 à 5,9 mm et les femelles de 4,8 à 6,2 mm.

## Systématique et taxinomie
Cette espèce a été décrite sous le protonyme Opilio scaber par Herbst en 1799. Elle est placée dans le genre Dicranolasma par Sørensen en 1873.
Dicranolasma schmidti a été placée en synonymie par Martens en 1978.

## Publication originale
- Herbst, 1799 : « Forsetzung der Naturgeschichte der Insectengattung Opilio. » Natursystem der ungeflügelten Insekten, Gottlieb August Lange, Berlin, p. 1–30.